# Bremworth
Bremworth, bis 2021 Cavalier Bremworth, ist ein neuseeländisches Unternehmen mit Sitz in Auckland, das sich auf die Herstellung von Wollteppichen spezialisiert hat. Bis 2019 war das Unternehmen Teil des NZX 50 Index an der neuseeländischen Börse.

## Geschichte
1959 gründete Doug Bremner eine kleine Teppichfabrik in Papatoetoe, einem Vorort von Auckland, and nannte sie Bremworth Carpet Company. 1967 wurde das Unternehmen von UEB Industries übernommen. Tony Timpson (1938–2018) und Grant Biel verließen UEB und gründeten 1972 das Unternehmen Cavalier Carpets in Wiri, damals wie Papatoetoe Teil von Manukau City, das sich auf reine Wollteppiche spezialisierte. 1984 ging das Unternehmen an die Börse. Cavalier Carpets kaufte 1988 Bremworth Carpet von New Zealand Equities. Die fusionierten Unternehmen waren ab 1991 als Cavalier Bremworth auf dem Markt vertreten, als Muttergesellschaft fungierte die Cavalier Corporation. Dazu gehörten außerdem noch die Marken Knightsbridge Carpets und teilweise Norman Ellison (seit 2008). 2009 verließ Timpson den Aufsichtsrat der Firma, hielt aber weiterhin Anteile am Unternehmen. 2012 übernahm Colin McKenzie die Rolle des CEO von Wayne Chung. Ihm folgte Paul Alston. Die Muttergesellschaft Cavalier Corporation änderte 2021 ihren Namen in Bremworth Limited.

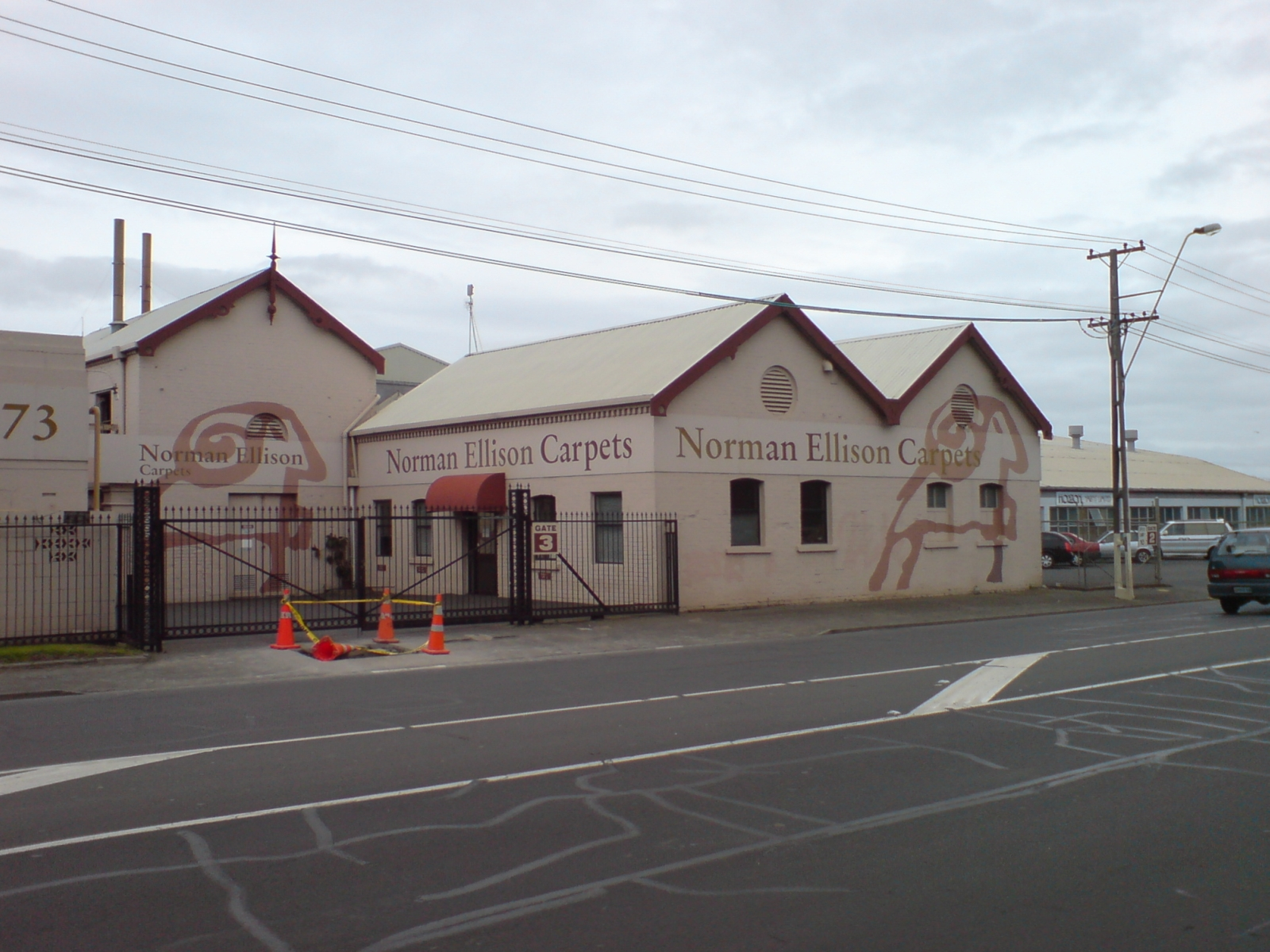
Norman Ellison Teppichfabrik in Te Papapa, eine Tochtergesellschaft von Bremworth, 2010

Das Unternehmen besitzt Fabriken in Auckland, Napier und Wanganui. Zu Bremworth gehört außerdem Elco Direct, eine neuseeländische Wollhandelsgesellschaft. 2021 produzierte Bremworth den letzten Teppich aus synthetischen Fasern und konzentriert sich seitdem ganz auf Naturfasern.